# Ismelda Cruz
Ismelda Yaneth Cruz Alvarado (La Unión (El Salvador), El Salvador) es una futbolista salvadoreña. Su posición natural dentro del terreno de juego es como delantera y ha defendido los colores del Municipal Limeño y C.D. Dragón de la Liga Pepsi de El Salvador. 

## Trayectoria
Inició su carrera profesional con el  Municipal Limeño, participando en la Primera División Femenina, estuvo en sus filas desde 2018 hasta 2022. Con la escuadra auriazul, Ismelda marcó 39 goles, convirtiéndose en la goleadora histórica del club.
Para el Torneo Apertura 2022 se sumó al cuadro mitológico de C.D. Dragón, para el Torneo Clausura 2023 fue fichada por los fogoneros del Jocoro F.C..

## Selección nacional
Cruz hizo su debut con la Selección de Fútbol de El Salvador en un partido amistoso el 8 de abril de 2021 contra Nicaragua, que resultó ser hasta la fecha su único partido internacional.

## Estadísticas

### Clubes
| Club             | País        | Año         | Partidos | Goles |
| ---------------- | ----------- | ----------- | -------- | ----- |
| Municipal Limeño | El Salvador | 2018 - 2022 | 98       | 39    |
| C.D. Dragón      | El Salvador | 2022        | 24       | 5     |
| Jocoro F.C.      | El Salvador | 2023 - 2024 | 34       | 16    |
| Municipal Limeño | El Salvador | 2024 - Act. | 0        | 0     |